# Maodo Lô
Maodo Lô (Berlino, 31 dicembre 1992) è un cestista tedesco.

## Famiglia
Maodo Lô è figlio di padre senegalese, che ha studiato a Berlino, e dell'artista tedesca Elvira Bach. Suo fratello maggiore Lamine è morto in un incidente nel 2019.

## Carriera
Con la Germania ha disputato i Giochi olimpici di Tokyo 2020, due mondiali (2019 e laureandosi campione del mondo nel 2023) e tre edizioni dei Campionati europei (2015, 2017 e medaglia di bronzo nel 2022).

## Statistiche

### College
| Anno      | Squadra        | PG  | PT  | MP   | TC%  | 3P%  | TL%  | RP  | AP  | PRP | SP  | PP   |
| --------- | -------------- | --- | --- | ---- | ---- | ---- | ---- | --- | --- | --- | --- | ---- |
| 2012-2013 | Columbia Lions | 24  | 15  | 20,0 | 43,6 | 30,0 | 75,0 | 1,8 | 1,2 | 0,8 | 0,4 | 6,2  |
| 2013-2014 | Columbia Lions | 34  | 34  | 32,2 | 47,9 | 44,7 | 83,3 | 3,8 | 2,1 | 1,2 | 0,3 | 14,7 |
| 2014-2015 | Columbia Lions | 28  | 28  | 34,2 | 48,9 | 43,1 | 76,9 | 4,4 | 2,3 | 1,5 | 0,6 | 18,4 |
| 2015-2016 | Columbia Lions | 35  | 35  | 32,7 | 45,4 | 37,4 | 70,3 | 3,9 | 2,9 | 2,2 | 0,4 | 16,9 |
| Carriera  | Carriera       | 121 | 112 | 30,4 | 46,9 | 40,0 | 76,6 | 3,6 | 2,2 | 1,5 | 0,4 | 14,5 |

### Eurolega
| Anno      | Squadra        | PG  | PT  | MP   | TC%  | 3P%  | TL%  | RP  | AP  | PRP | SP  | PP   |
| --------- | -------------- | --- | --- | ---- | ---- | ---- | ---- | --- | --- | --- | --- | ---- |
| 2016-2017 | Bamberger      | 26  | 2   | 10,9 | 46,6 | 42,0 | 66,7 | 1,2 | 1,2 | 0,3 | 0,1 | 5,3  |
| 2017-2018 | Bamberger      | 30  | 5   | 16,7 | 44,4 | 41,4 | 78,6 | 1,4 | 1,8 | 0,3 | 0,1 | 6,9  |
| 2018-2019 | Bayern Monaco  | 29  | 13  | 18,3 | 44,5 | 34,4 | 78,6 | 1,5 | 1,9 | 1,0 | 0,1 | 6,7  |
| 2019-2020 | Bayern Monaco  | 28  | 25  | 24,3 | 41,1 | 42,6 | 74,2 | 1,9 | 3,3 | 0,7 | 0,0 | 9,0  |
| 2020-2021 | Alba Berlino   | 27  | 8   | 21,6 | 43,3 | 34,6 | 88,6 | 1,3 | 3,1 | 0,6 | 0,0 | 9,5  |
| 2021-2022 | Alba Berlino   | 33  | 28  | 24,2 | 47,2 | 44,4 | 83,5 | 2,3 | 3,7 | 0,8 | 0,0 | 13,3 |
| 2022-2023 | Alba Berlino   | 26  | 19  | 22,0 | 41,5 | 35,4 | 83,6 | 1,7 | 2,9 | 0,6 | 0,0 | 11,6 |
| 2023-2024 | Olimpia Milano | 21  | 10  | 19,3 | 44,9 | 40,3 | 76,2 | 1,7 | 2,7 | 0,5 | 0,0 | 7,6  |
| Carriera  | Carriera       | 220 | 110 | 19,8 | 44,1 | 39,6 | 81,4 | 1,6 | 2,6 | 0,6 | 0,0 | 8,8  |

## Palmarès

### Club
- Campionato tedesco: 4

Brose Bamberg: 2016-2017
Bayern Monaco: 2018-2019
Alba Berlino: 2020-2021, 2021-2022
- Campionato italiano: 1

Olimpia Milano: 2023-2024
- Campionato francese: 1

Paris: 2024-2025
- Coppa di Germania: 2

Brose Bamberg: 2017
Alba Berlino: 2021-2022
- Coppa di Francia: 1

Paris: 2024-2025

### Nazionale
- Mondiali:

 Cina 2023
- Europei:

 Germania 2022